# Liste des ministres français des Affaires nord-africaines
Cet article dresse une liste de membres du gouvernement français chargés des Affaires nord-africaines.
Les dates indiquées sont les dates de prise ou de cessation des fonctions, qui sont en général la veille de la date du Journal officiel dans lequel est paru le décret de nomination.

## Gouvernement provisoire de la République française
- 7 juin 1943 -  9 novembre 1943 : Georges Catroux (Commissaire à la coordination des Affaires musulmanes)
- 9 novembre 1943 - 26 août 1944 : Georges Catroux (Commissaire d’État chargé des Affaires musulmanes)
- 26 août 1944 - 10 septembre 1944 : Georges Catroux (Commissaire d’État chargé des Affaires musulmanes)
- 10 septembre 1944 - 16 novembre 1944 : Georges Catroux (Ministre des Affaires de l’Afrique du Nord)

## Quatrième République
- 19 juin 1954 - 23 février 1955 :  Christian Fouchet (ministre des Affaires tunisiennes et marocaines) ;
- 23 février 1955 - 20 octobre 1955 : Pierre July (ministre des Affaires tunisiennes et marocaines) ;
- 19 juin 1957 - 6 novembre 1957 : Robert Lacoste (ministre de l'Algérie) ; Chérif Sid Cara et Abdelkader Barakrok (secrétaires d'État à l'Algérie, gouvernement Maurice Bourgès-Maunoury)
- 18 novembre 1957 - 14 mai 1958 :  Robert Lacoste (ministre de l'Algérie) ; Chérif Sid Cara et Abdelkader Barakrok (secrétaires d'État à l'Algérie, gouvernement Félix Gaillard)

## Cinquième République
- 23 janvier 1959 - 14 avril 1962 : Nafissa Sid Cara (secrétaire d'État auprès du Premier ministre, chargée des questions sociales en Algérie) ;
- 22 novembre 1960 - 28 novembre 1962 : Louis Joxe (ministre d'État aux Affaires Algériennes) ;
- 6 décembre 1962 - 8 janvier 1966 : Jean de Broglie (secrétaire d'État auprès du Premier ministre, chargé des Affaires algériennes ; non remplacé à ce poste : la fonction est désormais dévolue au ministère des Affaires étrangères)[1],[2].